# Раваничка повеља
Раваничка повеља је повеља из 1381. године, посвећена манастиру Раваница од стране кнеза Лазара. Написана је на српском језику ћирилицом. Оригинал није сачуван, али је доста добро сачуван препис из манастира Врдник из 17. века.
На повељи се налази сребрни печат са позлатом на коме је лик кнеза Лазара са једне стране, а са друге Исус Христос на престолу. Повеља је изложена у Музеју Српске православне цркве у Београду. Други сачувани препис повеље, познат као Болоњски препис, приписује се патријарху Јефрему и чува се у Болоњи. За разлику од врдничког, болоњски препис повељу ставља у 1376/77 годину.

Ти, која од несуштих у битије приводиш све видљиво и невидљиво, пребезначална Тројице, којој се у јединству клањамо, и у Оцу и Сину и Светоме Духу славимо!
Суштаство бесчислено, светлост непостижна, сила неодржима, пучина благости, која закон дајући Мојсију повеле створити скинију и у њој молбе и мољења ка пријатности његовој приносити, бринући се за свет рече врховном апостолу Петру: "Ти јеси Петар, и на овом камену сазидаћу цркву моју, и врата адова неће јој одолети!"
Потом и царство вечно обећа онима који се о цркви старају, рекав: "Оне који ме славе прославићу!"
Верујући, дакле, у ово, они који живе у православљу многу усрдност за подизање цркве показаше.
Стога и ја, у Христа Бога благоверни кнез Лазар, ревнујем пре мене бившим благочастивим царевима, на престо којих Бог ме узнесе и чином царства краси и славом — од многих његових даровања која су на мени, мало њему усхтедох принети, колико је могуће. 
Благовољењем Оца и поспешењем Сина и савршењем Светога Духа подигох од основања манастир у славу Светога Вазнесења и као ктитор његов по моћи украсих.
И за житељство у њему, за исхрану братији изволих, као што апостоли установише и правила светих отаца утврдише, приложих за потребе све изобилно, дохотке и села, винограде насадих и друге купих.
(...)
У Христа Бога благоверни господин свим Србљима кнез Лазар, ктитор светога овога места Раванице.

У лето 6889.